# Eberhard Störtelberg
Eberhard Störtelberg (* in Hattingen; † 9. September 1549 in Lübeck) war ein deutscher Kaufmann und Bürgermeister der Hansestadt Lübeck.

## Leben
Störtelberg war Kaufmann in Lübeck und Mitglied im Bürgerausschuss der 64er, der Machtbasis des Bürgermeisters Jürgen Wullenwever. Störtelberg wurde am 8. März 1533 in den Lübecker Rat gewählt. In Befolgung des im Juli 1535 eingetroffenen kaiserlichen Exekutional-Mandats, das die Wiederherstellung der vorherigen Zustände sowie die Rückkehr des Bürgermeisters Nikolaus Brömse aus dem Exil verlangt, schied Störtelberg im August 1535  gemeinsam mit weiteren 64er-Ratsherren aus dem Rat aus. Er wurde 1536 Lübecker Amtmann auf Hammershus, auf der von Dänemark seit 1525 an Lübeck verpfändeten Insel Bornholm. Am 28. Mai 1541 wurde er in Lübeck erneut zum Ratsherrn gewählt und war im gleichen Jahr bei König Christian III. von Dänemark, um wegen Handelsstörungen in Norwegen und Schweden Beschwerde zu führen. Im Lübecker Rat wurde er 1545 zu einem der vier Bürgermeister der Stadt bestimmt.
Störtelberg bewohnte in Lübeck das Haus Breite Straße 95.